# Dolce più dolce/Candida follia
Dolce più dolce/Candida follia è un singolo della cantante Nada, pubblicato nel 1979 dalla Polydor Records. Gli arrangiamenti di entrambi i brani sono stati curati da Alessandro Centofanti e da Walter Martino, mentre la copertina del singolo è stata realizzata da Mario Convertino.
Il brano Dolce più dolce è stato scartato dalle selezioni del Festival di Sanremo 1979, verrà poi presentato, invece, al Festivalbar.
Entrambi i brani sono presenti nell'album Nada del 1979.

## Tracce
Testi e musiche di Mauro Lusini, Maurizio Piccoli
Lato A.
1. Dolce più dolce – 4:32

Lato B
1. Candida follia – 4:12